# Pechanga Arena
Pechanga Arena, tidigare San Diego International Sports Center, San Diego Sports Arena, Ipayone Center och Valley View Casino Center, är en inomhusarena som ligger i San Diego, Kalifornien i USA. Den har en publikkapacitet på upp till 14 800 åskådare. Inomhusarenan började byggas den 18 november 1965 och invigdes den 17 november 1966. Pechanga används som hemmaarena för ishockeylaget San Diego Gulls och tidigare av bland annat ishockeylagen San Diego Gulls (1966–1974), San Diego Gulls (1990–1995) och San Diego Gulls (1995–2006) samt basketlagen San Diego Rockets och San Diego Clippers.